# Acquigny
Acquigny is een gemeente in het Franse departement Eure (regio Normandië). De plaats maakt deel uit van het arrondissement Les Andelys. Acquigny telde op 1 januari 2022 1.725 inwoners.

## Geografie
De oppervlakte van Le Pian-sur-Garonne bedroeg op 1 januari 2022 17,83 vierkante kilometer; de bevolkingsdichtheid was toen 96,7 inwoners per km².

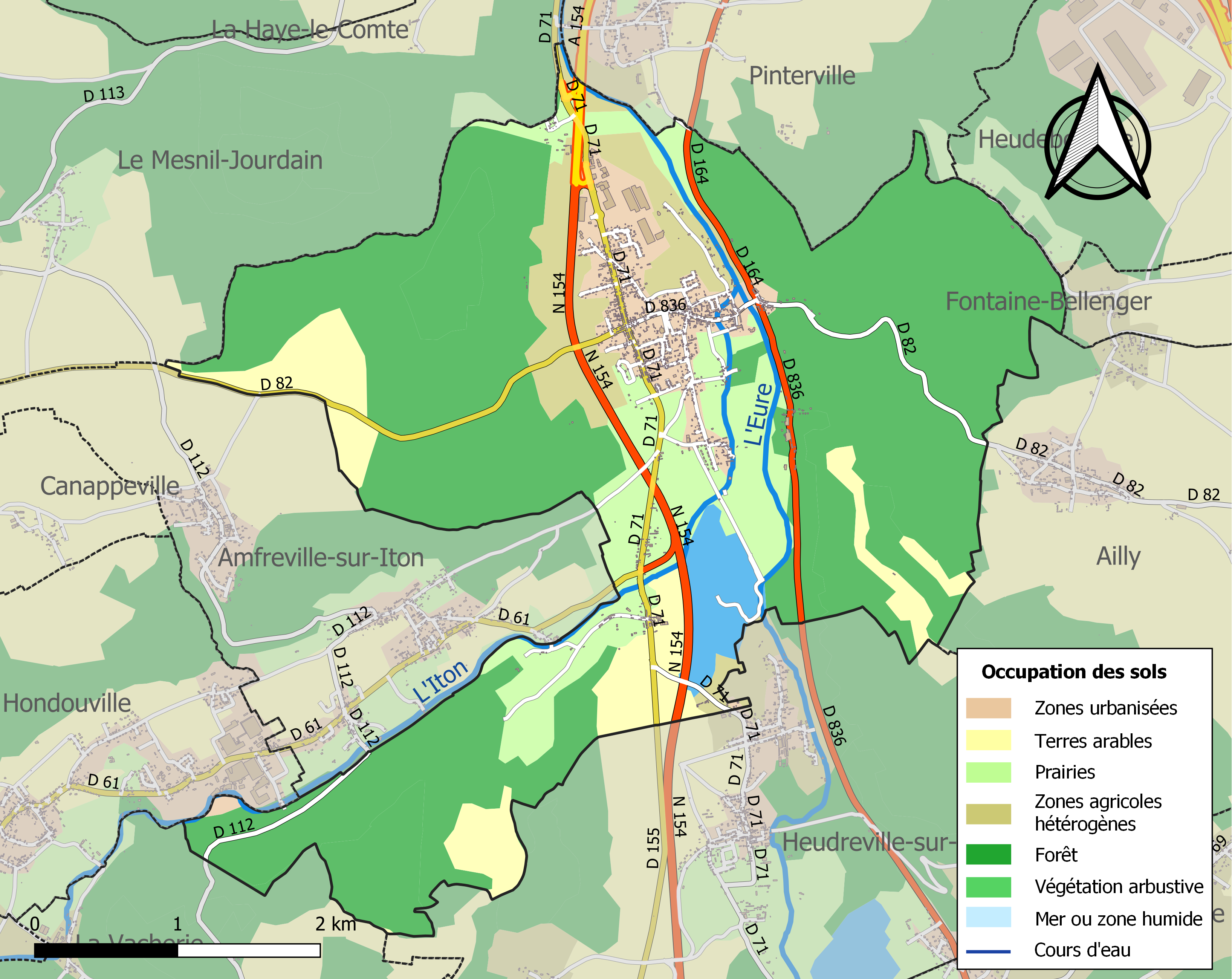
Kaart van de gemeente met belangrijkste infrastructuur, bodemgebruik en omliggende gemeenten

## Bezienswaardigheden
- Treinmuseum: modeltreincircuit van ongeveer 250 m² op een schaal van 1/45e met een twintigtal locomotieven.
- Kasteel van Acquigny en de bijhorende tuin: een park met zeldzame en historische bomen, waaronder een eik van 1550 en een plataan van 1760. De oranjerie is uniek in haar soort door de gebruikte materialen en door haar afmetingen. Het kasteel is gebouwd in een A-vorm en is een ode aan de liefde (amour).

## Demografie
Onderstaande figuur toont het verloop van het inwonertal (bron: INSEE-tellingen).